# ریچارد ای. راولند
ریچارد ای. راولند (انگلیسی: Richard A. Rowland؛ ۸ دسامبر ۱۸۸۰ – ۱۲ مهٔ ۱۹۴۷) یک تهیه‌کننده اهل ایالات متحده آمریکا بود.
وی رئیس شرکت فیلم‌سازی مترو پیکچرز بوده و نام در پیاده‌رو شهرت هالیوود درج شده است.

## فیلم‌شناسی
- دو هفته مرخصی
- بانوی الهی
- رودخانه خسته
- شوگرل
- کشیدن
- دام
- جارزن